# Frederic George Stephens

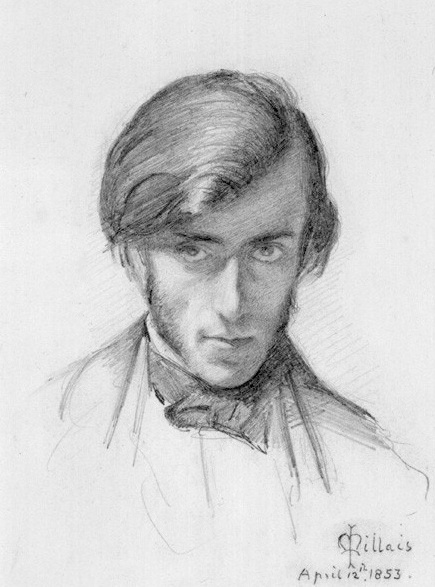
Stephens op een tekening van Millais, 1853

Frederick George Stephens (1827 – Londen, 9 maart 1907) was een Engels schilder en vooral kunstcriticus die deel uitmaakte van de Prerafaëlieten.
Stephens werd geboren in Aberdeen, waar zijn ouders vandaan kwamen, of in Londen, waar hij opgroeide. Ten gevolge van een ongeval in 1837 raakte hij gehandicapt en kreeg een privé-opleiding. Later bezocht hij University College in Londen.
Vanaf 1844 studeerde Stephens aan de Royal Academy of Arts, samen met een aantal andere kunstenaars die in 1848 de Pre-Raphaelite Brotherhood zouden vormen: Dante Gabriel Rossetti, William Holman Hunt, John Everett Millais en Thomas Woolner.
Stephens fungeerde enkele malen als model voor zijn collega-kunstenaars, maar zijn eigen talenten als schilder bleken beperkt, zoals hijzelf ook besefte. Hij was als schilder actief tussen 1848 en ca. 1855 en verklaarde, nadat hij ermee was gestopt, dat hij al zijn werk had vernietigd. Er bevinden zich echter nog vier zijn werken in de Londense Tate Gallery. Hij was vervolgens het enige lid dat zelf niet (meer) actief was als kunstenaar van de groepering en zette de doelstellingen van de beweging uiteen voor het grote publiek. Hij ging zich daarna toeleggen op lesgeven, publiceerde een biografie van Hunt in 1860 en werd het jaar daarop kunstcriticus en later redacteur bij het invloedrijke literaire tijdschrift Athenaeum, wat hij 40 jaar zou doen. Hij schreef ook voor andere kunsthistorische bladen in Europa en de Verenigde Staten. Van zijn hand verschenen vele artikelen en biografieën over zijn mede-Prerafaëlieten en over ander anderen William Hogarth, Joshua Reynolds, William Mulready, Thomas Gainsborough en Anthony van Dyck.
Stephens overleed in zijn woonhuis in 1907 en werd begraven op Brompton Cemetery.